# TightVNC
TightVNC는 컴퓨팅에서 리눅스와 윈도우용으로 개발된 자유-오픈 소스 원격 데스크톱 소프트웨어 서버이자 클라이언트이다. macOS용 서버는 SDK나 바이너리 버전 제공 없이 상용 소스 코드 라이선스로만 배포된다. 콘스탄틴 카플린스키가 TightVNC를 개발했으며 VNC의 RFB 프로토콜을 사용하고 확장함으로써 최종 사용자가 다른 컴퓨터의 화면을 원격으로 제어할 수 있게 하였다.